# Fußball-Club Augsburg 1907 2010-2011
Questa voce raccoglie le informazioni riguardanti l' Fußball-Club Augsburg 1907  nelle competizioni ufficiali della stagione 2010-2011.

## Stagione
Nella stagione 2010-2011 l'Augusta, allenato da Jos Luhukay, concluse il campionato di 2. Bundesliga al 2º posto. In Coppa di Germania l'Augusta fu eliminato agli ottavi di finale dallo Schalke 04.

## Rosa
| N. |                         | Ruolo | Calciatore                 |
| -- | ----------------------- | ----- | -------------------------- |
| 30 | Marocco (bandiera)      | P     | Mohamed Amsif              |
| 37 | Germania (bandiera)     | P     | Iōannīs Gkelios            |
| 1  | Germania (bandiera)     | P     | Simon Jentzsch             |
| 18 | Germania (bandiera)     | D     | Jan-Ingwer Callsen-Bracker |
| 17 | Canada (bandiera)       | D     | Marcel de Jong             |
| 6  | Belgio (bandiera)       | D     | Jonas De Roeck             |
| 5  | Germania (bandiera)     | D     | Uwe Möhrle                 |
| 4  | Germania (bandiera)     | D     | Dominik Reinhardt          |
| 3  | Sierra Leone (bandiera) | D     | Gibril Sankoh              |
| 22 | Germania (bandiera)     | D     | Lukas Sinkiewicz           |
| 2  | Paesi Bassi (bandiera)  | D     | Paul Verhaegh              |
| 34 | Germania (bandiera)     | D     | Benjamin Woltmann          |
| 10 | Germania (bandiera)     | C     | Daniel Baier               |
| 8  | Germania (bandiera)     | C     | Axel Bellinghausen         |
| 19 | Germania (bandiera)     | C     | Sören Bertram              |

| N. |                        | Ruolo | Calciatore        |
| -- | ---------------------- | ----- | ----------------- |
| 24 | Germania (bandiera)    | C     | Daniel Brinkmann  |
| 33 | Germania (bandiera)    | C     | Daniel Framberger |
| 7  | Giappone (bandiera)    | C     | Hajime Hosogai    |
| 14 | Paesi Bassi (bandiera) | C     | Kees Kwakman      |
| 28 | Germania (bandiera)    | C     | Moritz Leitner    |
| 20 | Camerun (bandiera)     | C     | Marcel Ndjeng     |
| 29 | Germania (bandiera)    | C     | Moritz Nebel      |
| 32 | Germania (bandiera)    | C     | Thomas Rudolph    |
| 23 | Zambia (bandiera)      | C     | Andrew Sinkala    |
| 16 | Guinea (bandiera)      | C     | Ibrahima Traoré   |
| 13 | Germania (bandiera)    | C     | Tobias Werner     |
| 36 | Germania (bandiera)    | A     | Stephan Hain      |
| 11 | Angola (bandiera)      | A     | Nando Rafael      |
| 9  | Germania (bandiera)    | A     | Torsten Oehrl     |
| 27 | Germania (bandiera)    | A     | Michael Thurk     |

## Organigramma societario
Area tecnica
- Allenatore: Jos Luhukay
- Allenatore in seconda: Markus Gellhaus, Rob Reekers
- Preparatore dei portieri: Zdenko Miletić
- Preparatori atletici:

## Risultati

### 2. Bundesliga

#### Girone di andata
| Arbitro: | Wingenbach |

|            |           |                                          |
| Futács 11’ | Marcatori | 2’ Oehrl 29’ Baier 55’ Rafael 59’ Werner |

| Arbitro: | Christ |

|            |           |  |
| Rafael 81’ | Marcatori |  |

| Arbitro: | Gagelmann |

|  |           |                       |
|  | Marcatori | 12’ Thurk 41’ de Jong |

| Arbitro: | Welz |

|                    |           |                       |
| Thurk 8’ Oehrl 87’ | Marcatori | 61’ Hansen 65’ Tyrała |

| Arbitro: | Gräfe |

|            |           |  |
| Baljak 56’ | Marcatori |  |

| Arbitro: | Dingert |

|            |           |                     |
| Traoré 46’ | Marcatori | 38’ Aigner 71’ Bell |

| Arbitro: | Ittrich |

|                                               |           |                       |
| Paulus 41’ (rig.) Lachheb 44’ Hochscheidt 51’ | Marcatori | 12’, 86’ (rig.) Thurk |

| Arbitro: | Wingenbach |

|            |           |  |
| Bröker 43’ | Marcatori |  |

| Arbitro: | Stieler |

|                     |           |               |
| Möhrle 69’ Hain 90’ | Marcatori | 33’ Benyamina |

| Arbitro: | Steuer |

|  |           |                               |
|  | Marcatori | 23’ Rafael 40’ Thurk 68’ Hain |

| Arbitro: | Zwayer |

|                          |           |  |
| Hain 41’, 54’ Rafael 73’ | Marcatori |  |

| Arbitro: | Meyer |

|             |           |            |
| Onuegbu 13’ | Marcatori | 44’ Rafael |

| Arbitro: | Kinhöfer |

|                                |           |          |
| Werner 38’ Oehrl 83’ Thurk 86’ | Marcatori | 52’ Rupp |

| Arbitro: | Seemann |

|          |           |                                   |
| Auer 57’ | Marcatori | 22’ Werner 48’ Rafael 86’ Bertram |

| Arbitro: | Winkmann |

|                                               |           |  |
| Rafael 15’ (rig.), 23’ (rig.), 83’ Werner 58’ | Marcatori |  |

| Arbitro: | Christ |

|             |           |                    |
| Mölders 49’ | Marcatori | 58’ Hain 87’ Oehrl |

| Arbitro: | Gagelmann |

|                   |           |                |
| Rafael 71’ (rig.) | Marcatori | 28’ Rukavytsya |

#### Girone di ritorno
| Arbitro: | Meyer |

|                    |           |  |
| Oehrl 32’ Hain 71’ | Marcatori |  |

| Arbitro: | Weiner |

|          |           |           |
| Mohr 32’ | Marcatori | 10’ Thurk |

| Arbitro: | Steinhaus |

|  |           |              |
|  | Marcatori | 84’ Federico |

| Arbitro: | Dingert |

|  |           |                                 |
|  | Marcatori | 37’ Callsen-Bracker 48’ de Jong |

| Augusta 11 febbraio 2011, ore 20:30 CET 22ª giornata | Augusta | 0 – 0 referto | Duisburg | impuls Arena (20 143 spett.)\| Arbitro: \| Kircher \| |
| Arbitro:                                             | Kircher |               |          |                                                       |

| Arbitro: | Schößling |

|  |           |                       |
|  | Marcatori | 12’ Thurk 61’ de Jong |

| Arbitro: | Rafati |

|                                |           |            |
| Rafael 65’ Callsen-Bracker 72’ | Marcatori | 52’ Hensel |

| Arbitro: | Kinhöfer |

|                                                        |           |                               |
| Bellinghausen 4’ Rafael 52’, 58’ Oehrl 56’, 67’ (rig.) | Marcatori | 11’ Ilsø 19’ (rig.) Langeneke |

| Berlino 12 marzo 2011, ore 13:00 CET 26ª giornata | Union Berlino | 0 – 0 referto | Augusta | Stadion An der Alten Försterei (15 328 spett.)\| Arbitro: \| Fritz \| |
| Arbitro:                                          | Fritz         |               |         |                                                                       |

| Arbitro: | Fischer |

|                                |           |  |
| Verhaegh 21’ Bellinghausen 55’ | Marcatori |  |

| Arbitro: | Winkmann |

|  |           |                         |
|  | Marcatori | 59’ Hain 80’ Sinkiewicz |

| Augusta 8 aprile 2011, ore 18:00 CEST 29ª giornata | Augusta | 0 – 0 referto | Greuther Fürth | impuls Arena (30 035 spett.)\| Arbitro: \| Schmidt \| |
| Arbitro:                                           | Schmidt |               |                |                                                       |

| Arbitro: | Rafati |

|  |           |            |
|  | Marcatori | 28’ Werner |

| Arbitro: | Dingert |

|                 |           |                               |
| Hain 40’ (rig.) | Marcatori | 13’ Radjabali-Fardi 24’ Kratz |

| Arbitro: | Drees |

|          |           |                   |
| Jula 51’ | Marcatori | 15’ (rig.) Rafael |

| Arbitro: | Kempter |

|                    |           |                   |
| Thurk 14’ Hain 85’ | Marcatori | 3’ (rig.) Gjasula |

| Arbitro: | Steinhaus |

|                                    |           |          |
| Lasogga 44’ Kobiashvili 74’ (rig.) | Marcatori | 60’ Hain |

### Coppa di Germania
| Arbitro: | Seemann |

|                                                    |                      |                                                |
| Danneberg 20’ Ulm 34’ Pinto 51’ (rig.) Ristić 119’ | Marcatori            | 14’ Oehrl 79’ Kapllani 90’ (rig.), 112’ Rafael |
| Ristić Pischorn Danneberg Ulm                      | Tiri di rigore 1 – 3 | Kapllani Sinkiewicz Oehrl Rafael               |

| Arbitro: | Schmidt |

|                          |           |                                  |
| Onuegbu 43’ Sararer 109’ | Marcatori | 79’, 120’ Thurk 98’, 111’ Rafael |

| Arbitro: | Gräfe |

|  |           |            |
|  | Marcatori | 84’ Farfán |

## Statistiche

### Statistiche di squadra
| Competizione      | Punti | In casa | In casa | In casa | In casa | In casa | In casa | In trasferta | In trasferta | In trasferta | In trasferta | In trasferta | In trasferta | Totale | Totale | Totale | Totale | Totale | Totale | DR  |
| Competizione      | Punti | G       | V       | N       | P       | Gf      | Gs      | G            | V            | N            | P            | Gf           | Gs           | G      | V      | N      | P      | Gf     | Gs     | DR  |
| ----------------- | ----- | ------- | ------- | ------- | ------- | ------- | ------- | ------------ | ------------ | ------------ | ------------ | ------------ | ------------ | ------ | ------ | ------ | ------ | ------ | ------ | --- |
| 2. Bundesliga     | 65    | 17      | 10      | 4       | 3       | 31      | 14      | 17           | 9            | 4            | 4            | 27           | 13           | 34     | 19     | 8      | 7      | 58     | 27     | +31 |
| Coppa di Germania | -     | 1       | 0       | 0       | 1       | 0       | 1       | 2            | 1            | 1            | 0            | 8            | 6            | 3      | 1      | 1      | 1      | 8      | 7      | +1  |
| Totale            | -     | 18      | 10      | 4       | 4       | 31      | 15      | 19           | 10           | 5            | 4            | 35           | 19           | 37     | 20     | 9      | 8      | 66     | 34     | +32 |

### Andamento in campionato
| Giornata  | 1 | 2 | 3 | 4 | 5 | 6 | 7 | 8  | 9 | 10 | 11 | 12 | 13 | 14 | 15 | 16 | 17 | 18 | 19 | 20 | 21 | 22 | 23 | 24 | 25 | 26 | 27 | 28 | 29 | 30 | 31 | 32 | 33 | 34 |
| --------- | - | - | - | - | - | - | - | -- | - | -- | -- | -- | -- | -- | -- | -- | -- | -- | -- | -- | -- | -- | -- | -- | -- | -- | -- | -- | -- | -- | -- | -- | -- | -- |
| Luogo     | T | C | T | C | T | C | T | T  | C | T  | C  | T  | C  | T  | C  | T  | C  | C  | T  | C  | T  | C  | T  | C  | C  | T  | C  | T  | C  | T  | C  | T  | C  | T  |
| Risultato | V | V | V | N | P | P | P | P  | V | V  | V  | N  | V  | V  | V  | V  | N  | V  | N  | P  | V  | N  | V  | V  | V  | N  | V  | V  | N  | V  | P  | N  | V  | P  |
| Posizione | 1 | 3 | 2 | 1 | 4 | 7 | 9 | 11 | 8 | 7  | 5  | 6  | 5  | 5  | 2  | 1  | 2  | 2  | 2  | 2  | 2  | 2  | 2  | 2  | 2  | 2  | 2  | 2  | 2  | 2  | 2  | 2  | 2  | 2  |

Legenda:

Luogo: C = Casa; T = Trasferta. Risultato: V = Vittoria; N = Pareggio; P = Sconfitta.

### Statistiche dei giocatori
| Giocatore          | 2. Bundesliga | 2. Bundesliga | 2. Bundesliga | 2. Bundesliga | Coppa di Germania | Coppa di Germania | Coppa di Germania | Coppa di Germania | Totale   | Totale | Totale      | Totale     |
| Giocatore          | Presenze      | Reti          | Ammonizioni   | Espulsioni    | Presenze          | Reti              | Ammonizioni       | Espulsioni        | Presenze | Reti   | Ammonizioni | Espulsioni |
| ------------------ | ------------- | ------------- | ------------- | ------------- | ----------------- | ----------------- | ----------------- | ----------------- | -------- | ------ | ----------- | ---------- |
| M. Amsif           | 2             | 0             | 0             | 0             | -                 | -                 | -                 | -                 | 2        | 0      | 0           | 0          |
| I. Gkelios         | -             | -             | -             | -             | -                 | -                 | -                 | -                 | -        | -      | -           | -          |
| S. Jentzsch        | 33            | 0             | 0             | 0             | 3                 | 0                 | 0                 | 0                 | 36       | 0      | 0           | 0          |
| J. Callsen-Bracker | 15            | 2             | 2             | 1             | -                 | -                 | -                 | -                 | 15       | 2      | 2           | 1          |
| M. de Jong         | 27            | 3             | 3             | 0             | -                 | -                 | -                 | -                 | 27       | 3      | 3           | 0          |
| J. De Roeck        | 9             | 0             | 1             | 0             | 1                 | 0                 | 0                 | 0                 | 10       | 0      | 1           | 0          |
| U. Möhrle          | 30            | 1             | 5             | 0             | 3                 | 0                 | 1                 | 0                 | 33       | 1      | 6           | 0          |
| D. Reinhardt       | 1             | 0             | 0             | 0             | -                 | -                 | -                 | -                 | 1        | 0      | 0           | 0          |
| G. Sankoh          | 31            | 0             | 4             | 1             | 3                 | 0                 | 1                 | 0                 | 34       | 0      | 5           | 1          |
| L. Sinkiewicz      | 10            | 1             | 5             | 0             | 1                 | 0                 | 1                 | 0                 | 11       | 1      | 6           | 0          |
| P. Verhaegh        | 30            | 1             | 4             | 0             | 3                 | 0                 | 1                 | 0                 | 33       | 1      | 5           | 0          |
| B. Woltmann        | -             | -             | -             | -             | -                 | -                 | -                 | -                 | -        | -      | -           | -          |
| D. Baier           | 17            | 1             | 2             | 1             | 2                 | 0                 | 0                 | 0                 | 19       | 1      | 2           | 1          |
| A. Bellinghausen   | 30            | 2             | 3             | 1             | 3                 | 0                 | 0                 | 0                 | 33       | 2      | 3           | 1          |
| S. Bertram         | 17            | 1             | 0             | 0             | 1                 | 0                 | 0                 | 0                 | 18       | 1      | 0           | 0          |
| D. Brinkmann       | 22            | 0             | 5             | 0             | 3                 | 0                 | 0                 | 0                 | 25       | 0      | 5           | 0          |
| D. Framberger      | -             | -             | -             | -             | -                 | -                 | -                 | -                 | -        | -      | -           | -          |
| H. Hosogai         | 7             | 0             | 1             | 0             | -                 | -                 | -                 | -                 | 7        | 0      | 1           | 0          |
| K. Kwakman         | 20            | 0             | 2             | 0             | 2                 | 0                 | 0                 | 0                 | 22       | 0      | 2           | 0          |
| M. Leitner         | 9             | 0             | 1             | 0             | -                 | -                 | -                 | -                 | 9        | 0      | 1           | 0          |
| M. Ndjeng          | 11            | 0             | 0             | 0             | 1                 | 0                 | 0                 | 0                 | 12       | 0      | 0           | 0          |
| M. Nebel           | 2             | 0             | 0             | 0             | -                 | -                 | -                 | -                 | 2        | 0      | 0           | 0          |
| T. Rudolph         | -             | -             | -             | -             | -                 | -                 | -                 | -                 | -        | -      | -           | -          |
| A. Sinkala         | 7             | 0             | 1             | 1             | -                 | -                 | -                 | -                 | 7        | 0      | 1           | 1          |
| I. Traoré          | 15            | 1             | 3             | 0             | 1                 | 0                 | 0                 | 0                 | 16       | 1      | 3           | 0          |
| T. Werner          | 21            | 5             | 5             | 0             | 3                 | 0                 | 1                 | 0                 | 24       | 5      | 6           | 0          |
| S. Hain            | 25            | 10            | 1             | 0             | 2                 | 0                 | 0                 | 0                 | 27       | 10     | 1           | 0          |
| N. Rafael          | 27            | 14            | 4             | 0             | 3                 | 4                 | 0                 | 0                 | 30       | 18     | 4           | 0          |
| T. Oehrl           | 29            | 7             | 4             | 0             | 3                 | 1                 | 0                 | 0                 | 32       | 8      | 4           | 0          |
| M. Thurk           | 26            | 9             | 6             | 0             | 2                 | 2                 | 0                 | 0                 | 28       | 11     | 6           | 0          |
| E. Kapllani        | 1             | 1             | 0             | 0             |                   |                   |                   |                   |          |        |             |            |